# Distretto di Tczew
Il distretto di Tczew (in polacco powiat tczewski) è un distretto polacco appartenente al voivodato della Pomerania.

## Geografia antropica

### Suddivisioni amministrative
Il distretto comprende 6 comuni.
- Comuni urbani: Tczew
- Comuni urbano-rurali: Gniew, Pelplin
- Comuni rurali: Morzeszczyn, Subkowy, Tczew